# ميلان فوسوروفيتش
ميلان فوسوروفيتش مواليد (18 أبريل 1995 في ستنيي في الجبل الأسود - ) هو لاعب كرة قدم مونتينيغري يلعب في مركز الوسط لعب سابقاً في نادي العروبة السعودي .

## روابط خارجية
- ميلان فوسوروفيتش على موقع قاعدة بيانات كرة القدم.إي يو (الإنجليزية)
- ميلان فوسوروفيتش على موقع Soccerway.com (الإنجليزية)
- ميلان فوسوروفيتش على موقع عالم كرة القدم.نت (الإنجليزية)